# Andrássy út
De Andrássy út (Andrássyboulevard) is de voornaamste boulevard in de Hongaarse hoofdstad Boedapest. De weg verbindt het Elisabethplein (Erzsébet tér) met het Heldenplein (Hősök tere), beide in het VIde district (Terézváros), dat tot Pest behoort. Hij heeft een lengte van 3,3 km en werd tussen 1871 en 1876 aangelegd. Samen met de millennium-metrolijn die er direct onder loopt, staat de Andrássyboulevard sinds 2002 op de Werelderfgoedlijst van Unesco.
Het initiatief voor de aanleg van de nieuwe boulevard kwam van graaf Gyula Andrássy, de minister-president van Hongarije, wiens plan in 1870 door het parlement werd goedgekeurd. In dezelfde tijd kwam ook het plan voor de aanleg van de Nagykörút (Grote Ring) tot stand, die de Andrássyboulevard kruist bij het Oktogon, een geheel symmetrisch achthoekig plein. De aanleg van de Andrássyboulevard begon in 1871. Aanvankelijk heette de weg de Radiaalweg (Sugárút), maar in 1885 kreeg de weg de naam van de man die het initiatief tot de aanleg nam.
In 1896 werd met het oog op de Millenniumtentoonstelling, die zich in het stadspark Városliget achter het Heldenplein afspeelde, vlak onder de Andrássyboulevard een ondergrondse aangelegd, de eerste op het Europese vasteland.
Ten tijde van het communisme heette de boulevard achtereenvolgens de Stalinweg (Sztálin út , 1950-1956), de Weg van de Hongaarse Jeugd (Magyar ifjúság útja, 1956-57) en de Weg van de Volksrepubliek (Népköztársaság útja, 1957-1990).
De boulevard bestaat uit drie gedeelten: langs het eerste deel, tot aan het Oktogon, staat aaneengesloten bebouwing, merendeels eclectische huurwoningen. Op dit stuk staat ook het gebouw van de Hongaarse Opera. Vanaf het Oktogon is de Andrássyboulevard aan weerszijden voorzien van parallelwegen. De gebouwen erlangs worden lager. Vanaf het plein Kodály körönd wordt de boulevard omzoomd door vrijstaande villa's.
Nabij het zuidwestelijke uiteinde van de boulevard staat de grootste kerk van Boedapest, de Sint-Stefanusbasiliek. Aan het andere einde staat het Millenniummonument op het Heldenplein. Vlak bij het Heldenplein op nummer 60 is het House of Terror gevestigd.

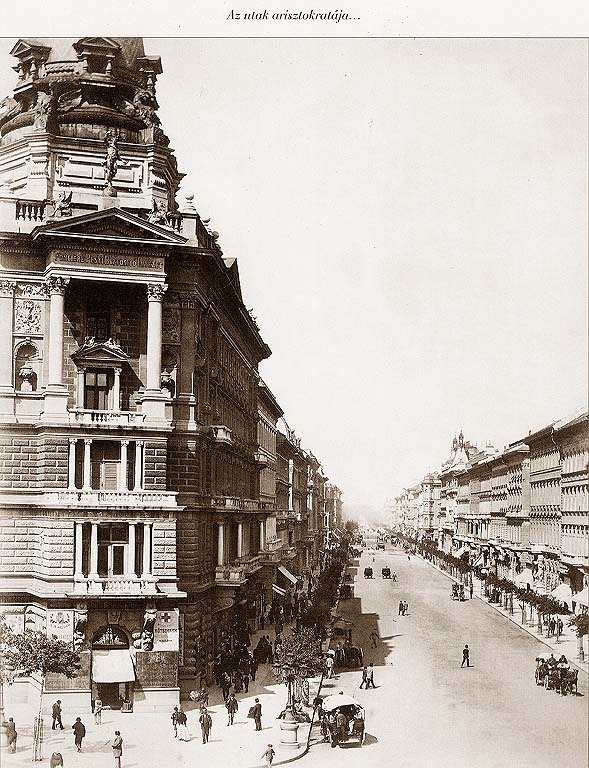
De Andrássyboulevard (1875)
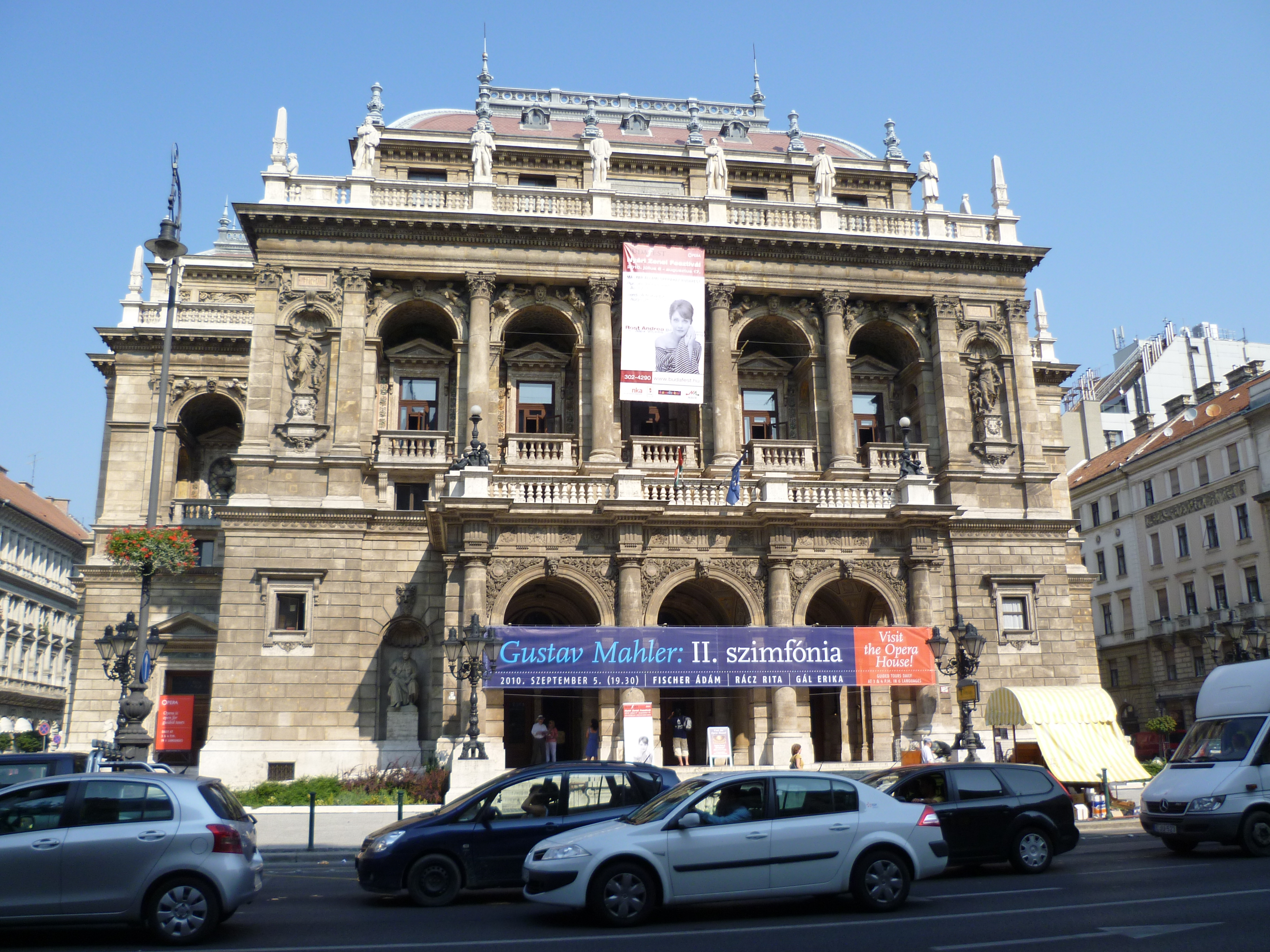
De Hongaarse Opera
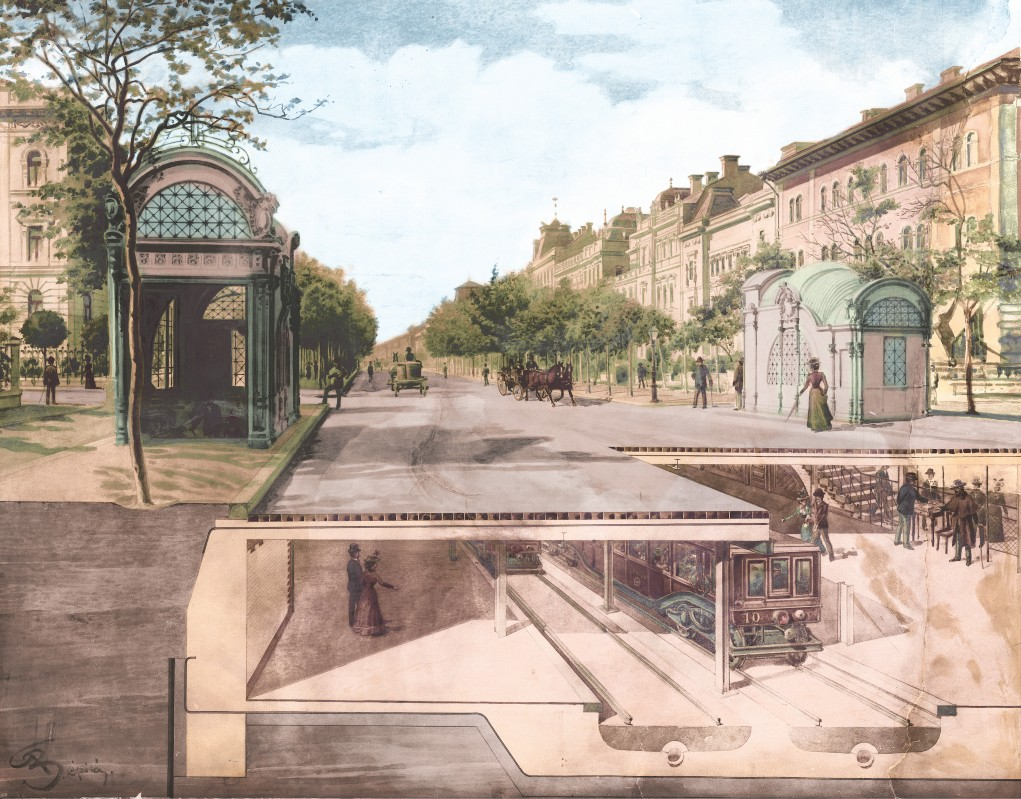
Ligging van de ondergrondse onder de Andrássyboulevard (1896)
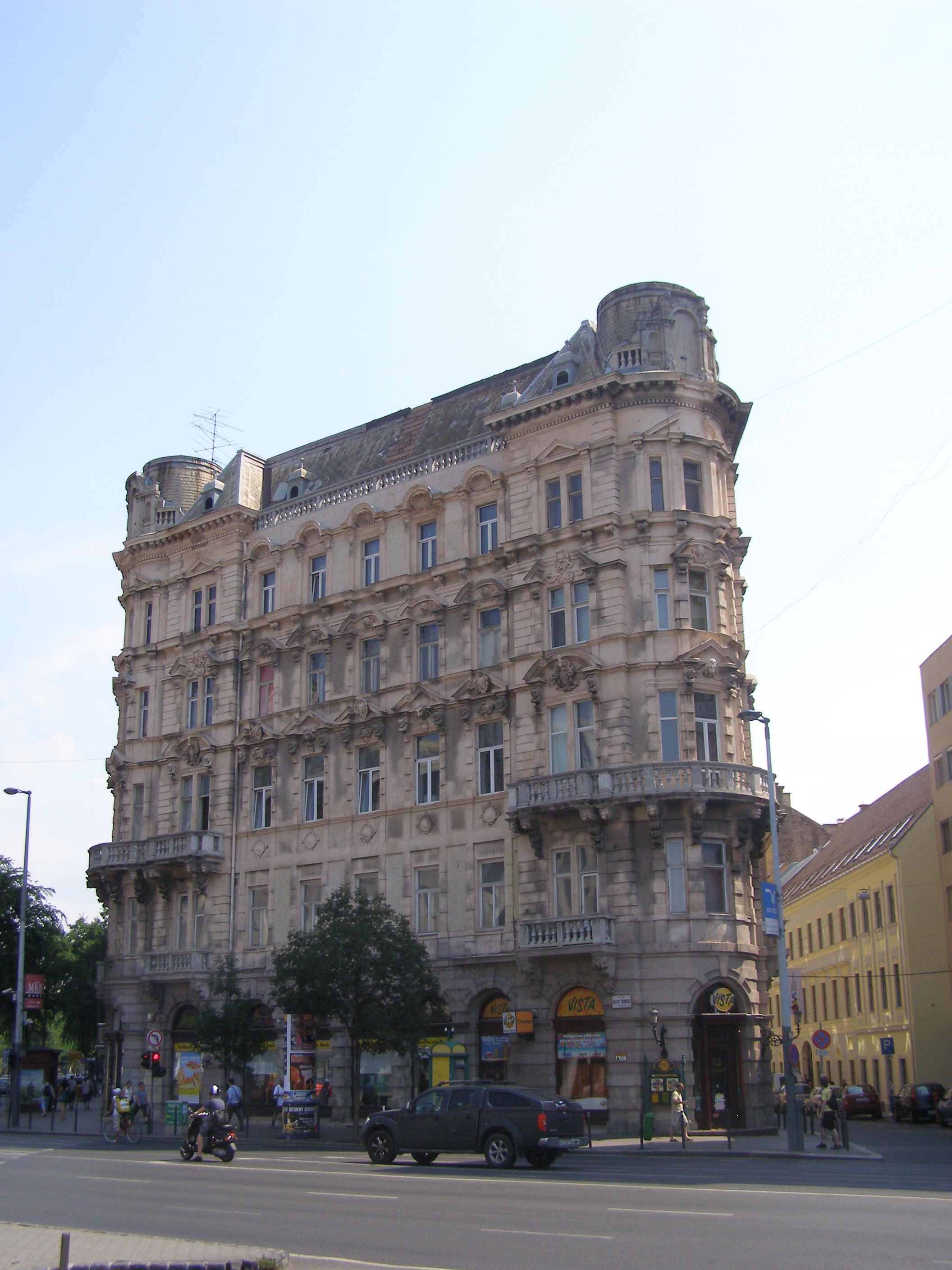
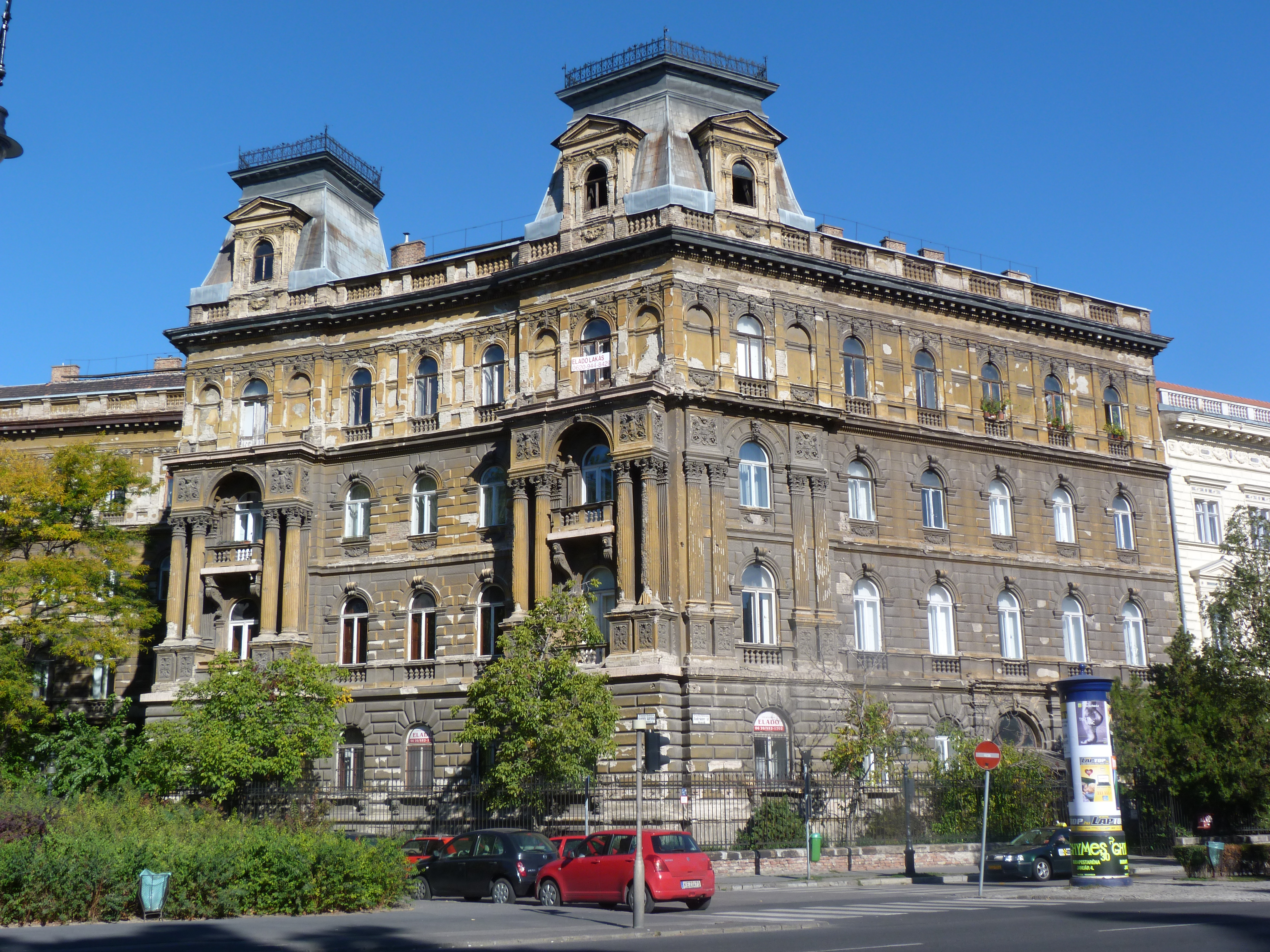
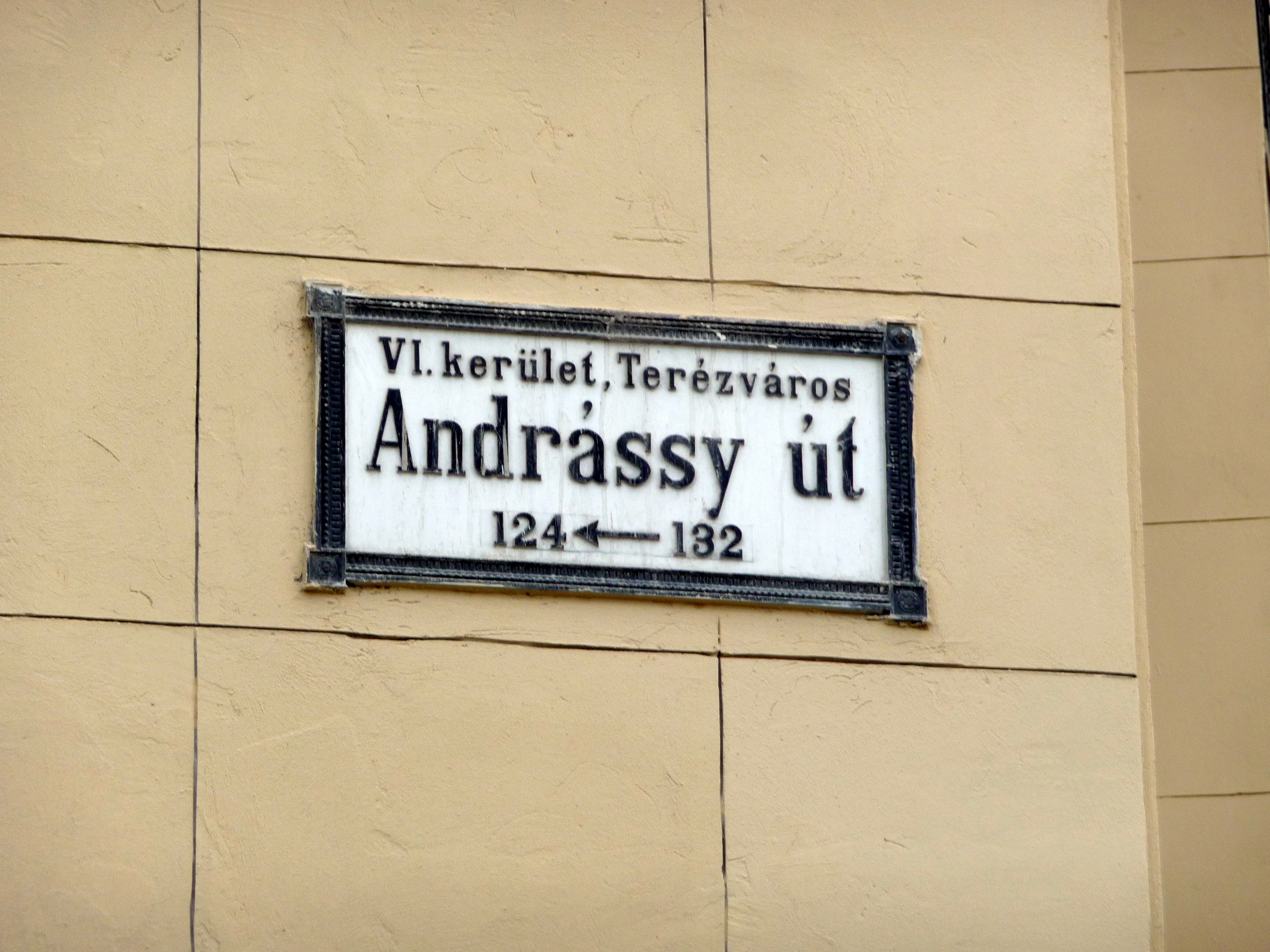